# Norman Brown (Gitarrist)

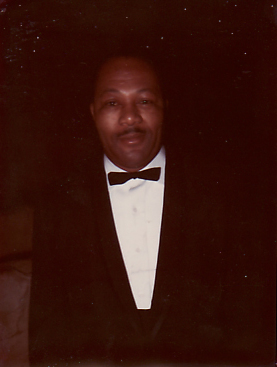
Norman Brown, 1966

Norman Brown (geboren am 18. Dezember 1970 in Shreveport, Louisiana) ist ein amerikanischer Jazzgitarrist, der vor allem im Bereich des Smooth Jazz erfolgreich ist.

## Biografie
Norman Brown wuchs in Kansas City in Kansas auf. Mit etwa acht Jahren begann er Gitarre zu spielen und wurde vor allem durch Jimi Hendrix und später durch ein Idol seines Vaters, Wes Montgomery, beeinflusst. Nach der High School ging er nach Los Angeles, um am Musicians Institute zu studieren. Er blieb ein paar Jahre an dem Institut und lehrte später auch dort, parallel spielte er in lokalen Clubs und wurde dort aufgrund seiner musikalischen Nähe zu George Benson für das Label MoJazz, einer Tochter von Motown Records, entdeckt und erhielt einen Plattenvertrag. 1992 erschien bei MoJazz sein Debütalbum Just Between Us, später folgten 1994 After The Storm und 1996 Better Days Ahead. After The Storm war der erste größere Erfolg des Musikers, und Better Days Ahead gewann den American Jazz Award 1997.
Für das Album Celebrations wechselte Brown 1999 nach Warner Bros. Records, wo er zum ersten Mal mit dem Produzenten Paul Brown zusammenarbeitete. Hier erschien auch 2002 auch das Album Just Chillin’, für das er 2003 den Grammy Award for Best Pop Instrumental Album erhielt, für den neben ihm auch Kenny G, Boney James, John Tesh und der Saxophonist Kirk Whalum nominiert waren. Mit letzterem und dem Trompeter Rick Braun gründete er 2002 die Jazz-Band Brown-Whalum-Braun (BWB) und veröffentlichte das Album Groovin' . 2004 erschien West Coast Coolin’ als Folgealbum zu seinem Grammy-Erfolg, bei dem er erstmals auch sang. Ein Jahr später folgte die Kompilation The Very Best of Norman Brown, die zu den erfolgreichsten Smooth-Jazz-Alben des Jahres zählte.
2007 folgte Stay With Me, das ebenso wie da 2010 erschienene Album Sending My Love bei Peak Records erschien. Das bislang letzte Album 24/7, das er 2012 gemeinsam mit Gerald Albright veröffentlichte, erschien ebenso wie das zweite BWB-Album Human Nature bei Heads Up International.
Norman Brown ist nicht mit dem gleichnamigen Jazzgitarristen zu verwechseln, der Ende der 1930er-Jahre u. a. bei Louis Armstrong und im Count Basie Orchestra spielte.

## Diskografie

### Als Solokünstler
- 1992: Just Between Us (Motown/MoJazz, US: Gold)[4]
- 1994: After The Storm (Motown/MoJazz)
- 1996: Better Days Ahead (Motown/MoJazz)
- 1999: Celebration (Warner Bros. Records)
- 2002: Just Chillin’ (Warner Bros. Records)
- 2004: West Coast Coolin’ (Warner Bros. Records)
- 2007: Stay With Me (Peak Records)
- 2010: Sending My Love (Peak Records)
- 2012: 24/7 mit Gerald Albright (Heads Up International)
- 2017: Let It Go (Shanachie)
- 2019: Highest Act Of Love (Shanachie)
- 2020: Heart To Heart (Shanachie)
- 2022: Let's Get Away (Shanachie)
- 2024: It Hits Different (Shanachie)

### Mit Brown-Whalum-Braun (BWB; Norman Brown /Kirk Whalum/Rick Braun)
- 2002: Groovin’ (Warner Bros. Records)
- 2013: Human Nature (Heads Up International)
- 2016: BWB (Mack Avenue)